# Chữ Nôm Dao
Chữ Nôm Dao là chữ viết của người Dao, dựa trên chữ Hán và đã được Dao hóa. Chữ Nôm Dao cũng được viết tại Quế Bình, Vân Nam, Long Thắng, Lăng Vân (Bách Sắc, Quảng Tây),huyện Tân Ninh (Thiệu Dương, Hồ Nam) ở Trung Quốc.
Chữ Nôm Dao (tại các tỉnh Lào Cai, Bắc Kạn) là di sản văn hóa phi vật thể cấp quốc gia của Việt Nam.